# Tau Puppis
Tau Puppis (τ Pup) – gwiazda w gwiazdozbiorze Rufy, znajdująca się w odległości około 182 lat świetlnych od Słońca.

## Charakterystyka
Jest to olbrzym należący do typu widmowego K, 270 razy jaśniejszy od Słońca, o 3,3 razy większej masie i 26 raza większym promieniu. Gwiazda stabilnie „spala” hel (w reakcjach syntezy termojądrowej). Istnieje od około 300 milionów lat, rozpoczęła życie jako gorąca, błękitno-biała gwiazda typu B7.
Jest to gwiazda spektroskopowo podwójna, której towarzysz okrąża olbrzyma co 2,9 roku po eliptycznej orbicie, w średniej odległości 3 au. Przypuszczalnie ten niewidoczny składnik jest czerwonym karłem.